# B.Bettahalli, Tirumakudal Narsipur
B.Bettahalli là một làng thuộc tehsil Tirumakudal Narsipur, huyện Mysore, bang Karnataka, Ấn Độ.